# بيترو بيفيلاكوا
بيترو بيفيلاكوا (بالإيطالية: Simone Bevilacqua)‏ هو دراج إيطالي، ولد في 22 فبراير 1997 في ثيين في إيطاليا.

## وصلات خارجية
- بيترو بيفيلاكوا على موقع الاتحاد الدولي للدراجات (الإنجليزية)
- بيترو بيفيلاكوا على موقع أرشيف الدراجات (الإنجليزية)
- بيترو بيفيلاكوا على موقع إحصائيات الدراجات الإحترافية (الإنجليزية)
- بيترو بيفيلاكوا على موقع نسبة الدراجات (الإنجليزية)